# Melba Highway
Der Melba Highway ist eine Fernstraße im Süden des australischen Bundesstaates Victoria. Er verbindet den Goulburn Valley Highway in Yea mit dem Maroondah Highway nördlich von Coldstream.

## Verlauf
Der Melba Highway zweigt im Landstädtchen Yea vom Goulburn Valley Highway (B300 / B340) nach Süden ab und führt durch Wälder, Felder und Wiesen nach Süden bis nach Glenburn auf dem Kamm der Great Dividing Range.
Von Glenburn aus führt die Straße weiter nach Süden und fällt steil bis Dixons Creek. Yarra Glen umgeht sie in der neuen Ortsumgehung, die südlich der Stadt wieder auf die alte Hauptstraße trifft. Der Melba Highway führt durch die Weingärten in der Umgebung weiter nach Süden in das Tal des Yarra River, wo er ca. 500 m nördlich der Ortschaft  Coldstream auf den Maroondah Highway (B3000 / B360) trifft.

### Geschwindigkeitsbegrenzungen
- in Yea: 60 km/h
- von Yea nach Glenburn: 100 km/h
- in Glenburn: 80 km/h
- von Glenburn bis Yarra Glen: 100 km/h
- in Yarra Glen: 50 km/h
- von Yarra Glen nach Coldstream: 100 km/h

## Geschichte
Die Straße wurde nach Dame Nellie Melba, einer bekannten australischen Opernsängerin vom Anfang des 20. Jahrhunderts, benannt. Ihr früherer Landbesitz lag am südlichen Ende der heutigen Fernstraße in Coldstream.
Der Melba Highway verläuft in den Local Government Areas Yarra Ranges Shire und Murrindindi Shire.
Die Ortsumgehung von Yarra Glen, die den Schwerverkehr um die Stadt herumleitet, wurde im Mai 2010 eröffnet.

## Wichtige Kreuzungen und Anschlüsse
| Melba Highway |                          |                                |                                                              |
| Anschlüsse Richtung Norden | Entfernung nach Yea (km) | Entfernung nach Melbourne (km) | Anschlüsse Richtung Süden                                    |
| Abzweig (im Uhrzeigersinn vom Highway aus) Goulburn Valley Highway nach Seymour und Shepparton Goulburn Valley Highway nach Alexandra und Mansfield |                          |                                |                                                              |
| Ende Melba Highway | 0                        | 111                            | Beginn Melba Highway                                         |
| Yea | 0                        | 111                            | Beginn Melba Highway                                         |
| Kinglake, Healesville Healesville-Kinglake Road | 40                       | 72                             | Healesville, Kinglake Healesville-Kinglake Road              |
| Yarra Glen Yea Road | 53                       | 58                             | Yarra Glen, Eltham Yea Road                                  |
| weiter als | 55                       | 56                             | Healesville Healesville-Yarra Glen Road                      |
| Healesville Healesville-Yarra Glen Road | 55                       | 56                             | duplexes with                                                |
| zusammen mit | 57                       | 54                             | Yarra Glen, Eltham Bell Street                               |
| Yarra Glen, Eltham Bell Street | 57                       | 54                             | weiter als                                                   |
| TOURISTENEISENBAHNLINIE DURCHS YARRA VALLEY NACH HEALESVILLE                                                                                        | 57                       | 54                             | TOURISTENEISENBAHNLINIE DURCHS YARRA VALLEY NACH HEALESVILLE |
| YARRA RIVER | 57.5                     | 53.5                           | YARRA RIVER                                                  |
| Beginn Melba Highway | 65                       | 47                             | Ende Melba Highway                                           |
| Ampelkreuzung (im Uhrzeigersinn vom Highway aus) Maroondah Highway nach Healesville und Alexandra Maroondah Highway nach Lilydale und Melbourne     |                          |                                |                                                              |